# 헬스 캐나다
헬스 캐나다(Health Canada, HC, 프랑스어: Santé Canada, SC) 또는 캐나다 보건부는 국가 보건 정책을 담당하는 캐나다 정부의 부서이다. 부서 자체는 또한 캐나다 식품검사청(CFIA) 및 캐나다 공중보건국(PHAC)을 포함한 수많은 연방 보건 관련 기관을 담당하고 있다. 이러한 조직은 다양한 의료, 농업 및 제약 활동에서 연방법을 준수하도록 돕는다. 이 책임에는 보건 연구 및 의약품 제조/시험 시설의 규제를 포함하여 식품, 건강 및 의약품의 안전을 보장하기 위해 다양한 기타 연방 및 지방 조직과의 광범위한 협력도 포함된다.
이 부서는 연방 보건 포트폴리오의 일부로서 보건부 장관을 통해 의회에 대한 책임을 맡고 있다. 장관은 보건부 부장관과 정신 건강 및 중독부 장관의 도움을 받는다. 보건부 내 최고 공무원인 보건부 차관은 보건부의 일상적인 리더십과 운영을 책임지며 장관에게 직접 보고한다.
스페인 독감 위기 이후 1919년에 원래 "보건부"로 창설되었지만 현재 헬스 캐나다는 이전 캐나다 보건복지부(1944년 설립)에서 1993년에 두 개의 부서로 분리되어 설립되었다. 다른 부서는 캐나다 인사부 및 노동부이다.

## 같이 보기
- 미국 보건복지부
- 미국 질병통제예방센터
- 미국 식품의약국
- 유럽 의약품청
- 일본 후생노동성